# Xisi (köpinghuvudort i Kina, Liaoning Sheng, lat 40,97, long 122,45)
Xisi (kinesiska: 西四, 西四镇) är en köpinghuvudort i Kina. Den ligger i provinsen Liaoning, i den nordöstra delen av landet, omkring 120 kilometer sydväst om provinshuvudstaden Shenyang. Antalet invånare är 27 210. Befolkningen består av 13 024 kvinnor och 14 186 män. Barn under 15 år utgör 15,0 %, vuxna 15-64 år 75 %, och äldre över 65 år 9,0 %.
Runt Xisi är det tätbefolkat, med 493 invånare per kvadratkilometer. Närmaste större samhälle är Xiliu, 19,6 km sydost om Xisi. Trakten runt Xisi består till största delen av jordbruksmark.
Genomsnittlig årsnederbörd är 870 millimeter. Den regnigaste månaden är juli, med i genomsnitt 212 mm nederbörd, och den torraste är januari, med 8 mm nederbörd.